# Золокере
Золоке́ре (англ. Zolokere) — вища традиційна громада у складі дистрикту Румфі Північного регіону Малаві.
Населення — 6792 особи (2018).